# Афгано-датские отношения
Афгано-датские отношения — двусторонние дипломатические отношения между Афганистаном и Данией. В 2010 году Дания направила 760 солдат в Афганистан. По состоянию на 2024 год Дания не имеет солдат, размещенных в Афганистане. Последние датские войска были выведены в июне 2021 года. По состоянию на третий квартал 2024 года в Дании проживало 21 822 афганца .

## История
Дипломатические отношения между государствами были установлены в 1947 году. 24 мая 1967 года в Кабуле было подписано соглашение о воздушном сообщении. 2 марта 1979 года было подписано соглашение о займе Дании для Афганистана.

## Датские военные в Афганистане
С 2001 года сухопутные войска Дании участвовали в войне в Афганистане в составе ISAF. Датчане вместе с британской армией участвовали в столкновениях с Талибаном в провинции Гильменд. Дания разместила два своих General Dynamics F-16 Fighting Falcon на авиабазе Манас в Кыргызстане для поддержки своих военных в Афганистане.

## Оказание помощи
Датский комитет помощи афганским беженцам — организация, работавшая в Афганистане, которая была создана для поддержки афганцев, бежавших в Пакистан и Иран. Датская помощь Афганистану составляет 80 миллионов долларов США в год. После падения Исламского Эмирата Афганистана в 2001 году Дания поддерживала Афганистан в сфере образования и демократизации. В 2005 году Фолькетинг одобрил выделение 670 миллионов датских крон на восстановление Афганистана.
Во время визита в Афганистан в ноябре 2012 года министр по сотрудничеству в целях развития Кристиан Фриис Бах заявил, что правительство Дании пообещало выделить 100 миллионов долларов США в качестве помощи в течение следующих 5 лет.

## Визиты на высоком уровне
28 января 2006 года президент Афганистана Хамид Карзай посетил премьер-министра Дании Андерса Фога Расмуссена в летней резиденции Мариенборге. В сентябре 2009 года премьер-министр Дании Андерс Фог Расмуссен посетил Кэмп Бастион в Афганистане. 23 июня 2010 года премьер-министр Дании Ларс Лёкке Расмуссен посетил Афганистан, где встретился с Хамидом Карзаем. 10 января 2011 года министр иностранных дел Афганистана Залмай Расул посетил Данию, чтобы обсудить двусторонние отношения.

## Дипломатические представительства
Ранее интересы Афганистана были представлен в Дании через посольство в Осло, Норвегия. Дания имела посольство в Кабуле, затем оно было закрыто в 2021 году после прихода талибов к власти в Афганистане, что на тот момент не было признано ни одним государством мира.